# Franz Poche (Politiker)

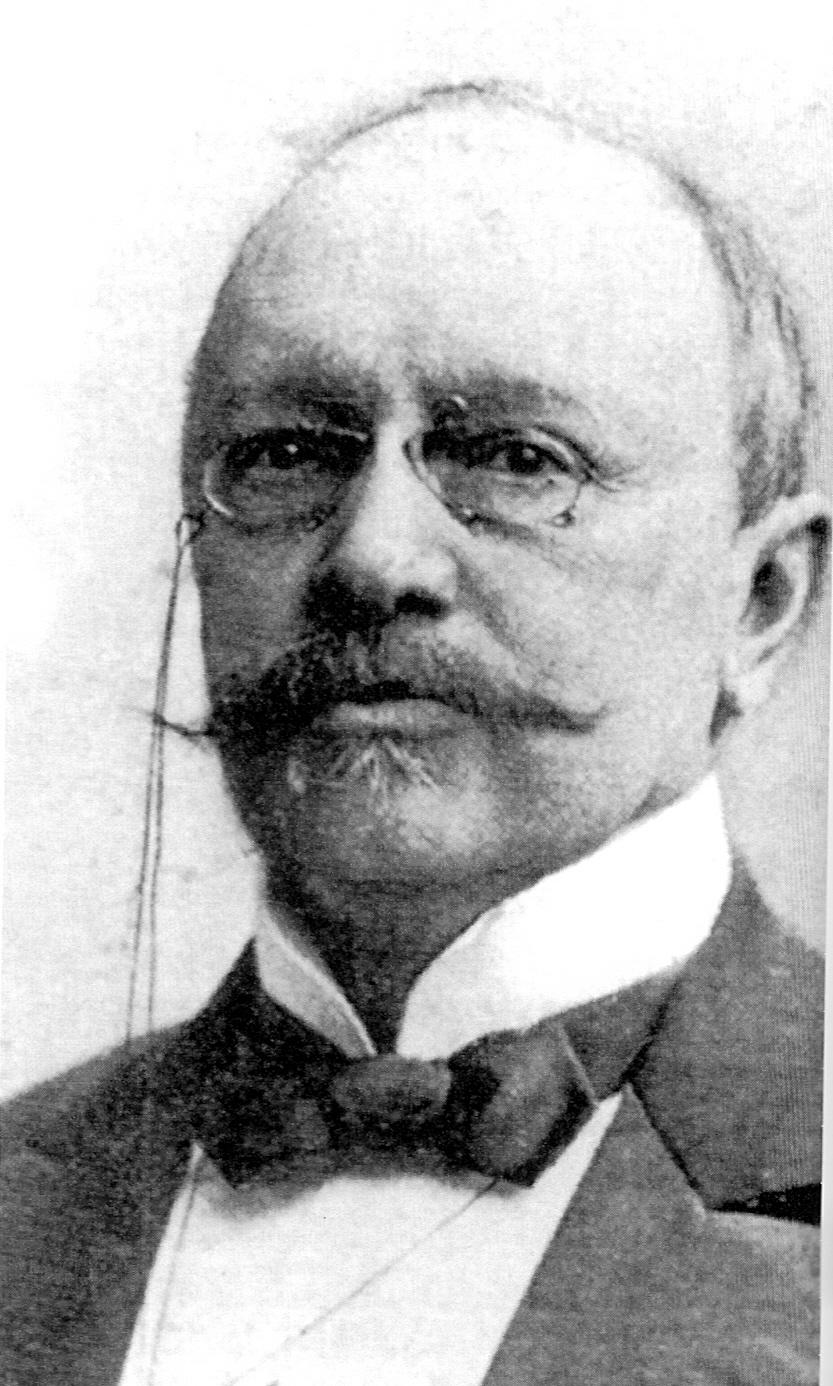
Franz Poche vermutlich bei Amtsantritt im Jahre 1894

Bruder Mathias

Franz Poche (* 29. Februar 1844; † 2. April 1916) war ein österreichischer Politiker (Liberale Partei), Bürgermeister von Linz und Kaufmann (Bankier).

## Leben und Karriere
Franz Poche wurde am 29. Februar 1844 als Sohn von Kajetan Poche, auch Cajetan Poche geschrieben, geboren. Zusammen mit seinem Bruder Mathias stieg er in das Bank- und Wechslergeschäft ein. Ab dem Jahre 1881 gehörte er dem Linzer Gemeinderat an und war in den Jahren 1893 bis 1894 Vizebürgermeister der Stadt Linz. Daraufhin übernahm er im Jahre 1894 das Bürgermeisteramt von Johann Evangelist Wimhölzel, selbst ein Liberaler, und hielt diese Position bis zum Jahre 1900. In diesem Jahr war er auch letztmals im Linzer Gemeinderat. Noch im Jahr vor seiner Amtsniederlegung suchte er in Wien beim Kaiser um die Bewilligung einer medizinischen Fakultät in Linz an und stellte einen Betrag von 25.000 Gulden als „Kaiser-Jubiläums-Spende“ für die Errichtung in Aussicht. Zudem stellte die Stadt Linz ein fünf Joch großes Grundstück in unmittelbarer Nähe zum Allgemeinen Krankenhaus der Stadt Linz unentgeltlich bereit, sofern die Medizinische Fakultät binnen der nächste fünf Jahre errichtet werde. Sein Anliegen wurde daraufhin jedoch abgelehnt, da man in Wien meinte, dass Linz keine Ahnung habe. Darüber hinaus waren Franz und Mathias Poche jahrzehntelang ordentliche Mitglieder des Oberösterreichischen Musealvereins, wobei Franz Poche zudem am 16. Mai 1895 zum Ehrenmitglied des Vereins ernannt wurde. Weiters war Poche Ritter des Ordens der Eisernen Krone III. Klasse. Am 2. April 1916 starb Poche 72-jährig. Bis zu seinem Tod gehörte er dem Oberösterreichischen Musealverein als Ehrenmitglied an. Im Jahre 1941 wurde in Linz eine Straße nach ihm benannt. An dieser Straße befindet sich unter anderem die Justizanstalt Linz.